# Genesis (álbum de Busta Rhymes)
Este artículo es sobre el álbum de Busta Rhymes. Para el álbum homónimo de Genesis,
véase Genesis (álbum de Genesis).
Genesis es el quinto álbum de estudio del rapero Busta Rhymes, lanzado en 2001.

## Lista de canciones
1. "Intro" (Producido por Nottz)
2. "Everybody Rise Again" (Producido por Just Blaze)
3. "As I Come Back" (Producido por The Neptunes)
4. "Shut 'Em Down 2002" (Producido por Pete Rock)
5. "Genesis" (Producido por J Dilla)
6. "Betta Stay Up in Your House" (con Rah Digga) (Producido por Yogi)
7. "We Got What You Want" (Producido por Just Blaze)
8. "Truck Volume" (Producido por Dr. Dre)
9. "Pass the Courvoisier" (con P. Diddy) (Producido por Nottz)
10. "Break Ya Neck" (Producido por Dr. Dre & Scott Storch)
11. "Bounce (Let Me See Ya Throw It)" (Producido por Mel-Man)
12. "Holla" (Producido por Dr. Dre)
13. "Wife in Law" (con Jaheim) (Producido por Diamond D)
14. "Ass on Your Shoulders" (con Kokane) (Producido por Battlecat)
15. "Make It Hurt" (Producido por J Dilla)
16. "What It Is" (con Kelis) (Producido por The Neptunes)
17. "There's Only One" (con Mary J. Blige) (Producido por Michelangelo)
18. "You Ain't Fuckin' Wit Me" (Producido por Michelangelo)
19. "Match the Name With the Voice" (con Flipmode Squad) (Producido por Just Blaze)
20. "Bad Dreams" (Producido por Nottz)

- Datos: Q949658